# Handpaddel

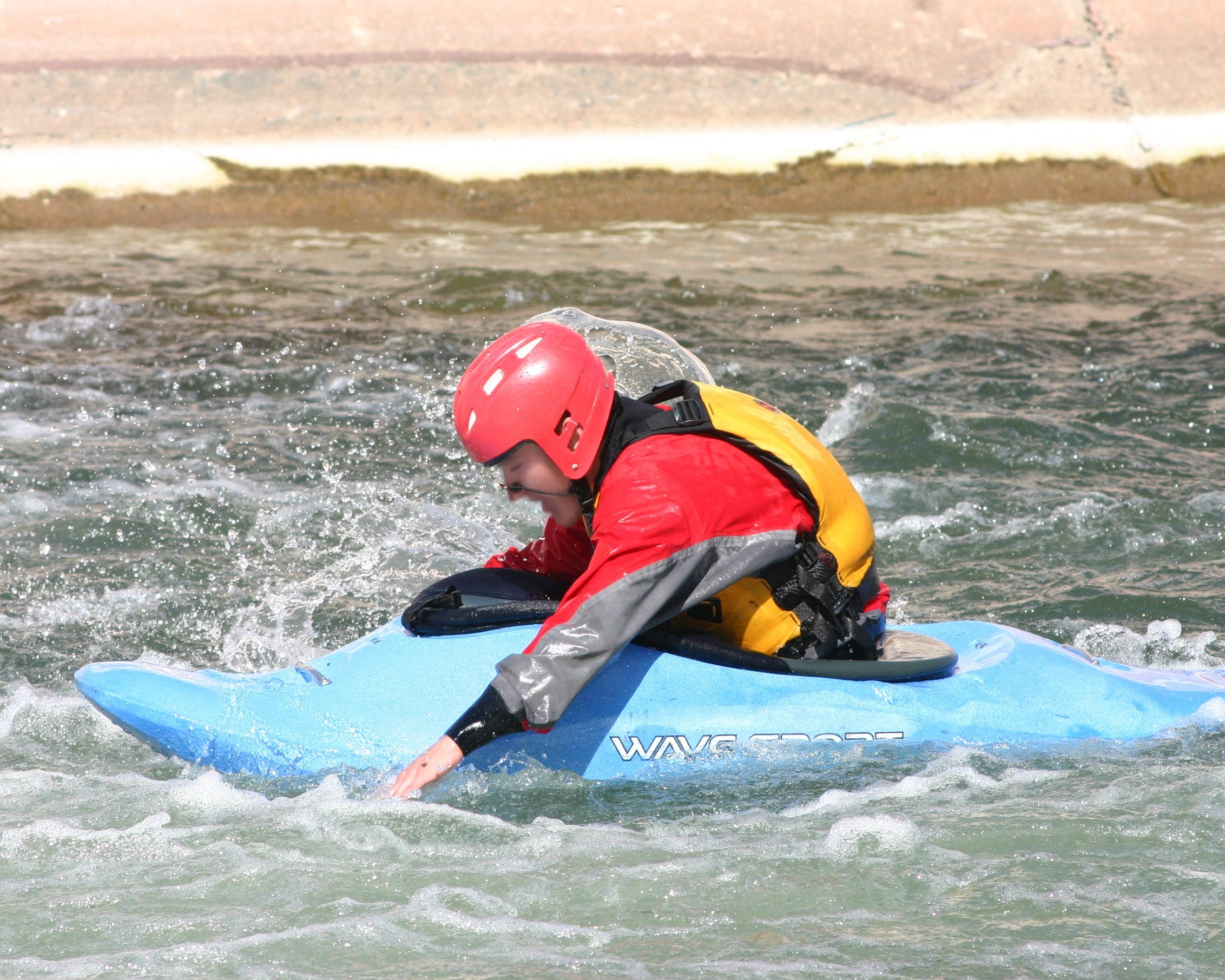
Paddeln mit bloßer Hand: Der Paddler beugt sich weit vor, um die Hände tief genug durchs Wasser zu ziehen

Ein Handpaddel ist eine Variante eines üblichen Paddels für Kajakfahrer, die vor allem zu Übungszwecken benutzt wird.
In der Regel werden stets zwei Handpaddel genutzt, eines vor jeder Hand. Durch die Handpaddel wird praktisch jede Handfläche vergrößert und verlängert. Dadurch können Paddler mehr Druck auf das Wasser ausüben und (im Boot sitzend) tiefer ins Wasser reichen als beim Paddeln mit bloßen Händen, d. h. ganz ohne Paddel.
Handpaddel ähneln ca. eineinhalb Handflächen langen, in der Regel mit kleinen Löchern durchsetzten Plastikscheiben, an denen enganliegende, elastische Bänder befestigt sind; durch die Bänder wird hindurchgegriffen, um die Handpaddel vor der Handfläche zu befestigen. Viele Handpaddel haben asymmetrische Formen. Anders als herkömmliche Paddel, bei denen die zwei Paddelblätter durch einen Schaft verbunden sind, sind Handpaddel in keiner Weise miteinander verbunden.
Die Handpaddel erfüllen generell den gleichen Zweck wie die Paddelblätter herkömmlicher Paddel, d. h., sie können durchs Wasser gezogen, auf das Wasser aufgestützt werden usw. (siehe Paddelschlag). Handpaddel werden meist zum Üben verwendet, beispielsweise als erster Schritt beim Erlernen der Handrolle (Eskimorolle ohne Paddel) oder zum Erlernen mancher Kanurodeofiguren. Manche Kanuten setzen Handpaddel auch auf Wildwasser ein, etwa beim Kanurodeo auf stehenden Wellen. Nur sehr vereinzelt nutzen Extrempaddler Handpaddel auch auf äußerst anspruchsvollen Strecken wie etwa 2007 bei einer Befahrung des Rheinfalls.
Die Reichweite von Handpaddeln ist naturgemäß durch die Armlänge des Kajakfahrers beschränkt. Sie ist damit deutlich kleiner als bei herkömmlichen Paddeln, und auch die Fläche von Handpaddeln reicht nicht an die Fläche üblicher Paddelblätter heran. Dadurch sind Handpaddel für das Paddeln längerer Strecken ungeeignet, und auch Techniken wie die Paddelstütze sind nur eingeschränkt möglich.

## Einzelnachweis
1. ↑  Historie der Rheinfall Befahrungen. auf playboaters.de (abgerufen am 6. März 2009)